# Maria Leonor Tavares
Maria Leonor Ribeiro Tavares, née le 24 septembre 1985 à Lisbonne, est une athlète portugaise, spécialiste du saut à la perche.

## Biographie
Originaire d'Aulnay-sous-Bois, participe aux Jeux olympiques de 2012, à Londres, où elle s'incline dès les qualifications (31e place du concours).Elle détient le record du Portugal avec 4,50 m en plein air.
Le 25 juin 2016, elle se classe 3e des Championnats de France d'Angers avec un saut à 4,20 m.

### Records
| Épreuve          | Épreuve   | Performance | Lieu   | Date            |
| ---------------- | --------- | ----------- | ------ | --------------- |
| Saut à la perche | Plein air | 4,50 m      | Albi   | 29 juillet 2011 |
| Saut à la perche | Salle     | 4,44 m      | Pombal | 16 février 2014 |